# Кизя-Кудринецкая
Кизя-Кудринецкая (укр. Кізя-Кудринецька) — село в Каменец-Подольском районе Хмельницкой области Украины.
Население составляет ↘116 человек. Население по переписи 2001 года составляло 168 человек. Почтовый индекс — 32338. Телефонный код — 3849. Занимает площадь 1,5 км². Код КОАТУУ — 6822487603.

## Местный совет
32360, Хмельницкая обл., Каменец-Подольский р-н, с. Слободка-Рыхтовская, тел. 9-11-29.